# Susan Alberts
Susan Claire Alberts es una primatóloga, antropóloga y bióloga estadounidense. Su investigación estudia ampliamente cómo evolucionó el comportamiento animal en los mamíferos, con un enfoque específico en el comportamiento social, demográfico y genético del babuino amarillo, aunque algunos de sus trabajos han incluido al elefante africano. Fue elegida miembro de la Academia Estadounidense de las Artes y las Ciencias  en 2014 y ganó el premio  Cozzarelli de la Academia Nacional de Ciencias (Estados Unidos) en 2017.  

## Biografía

### Educación
Alberts recibió su bachiller universitario en Bbiología de Reed College en 1983, y obtvo una maestría en Biología de la Universidad de California en Los Ángeles en 1987. Obtuvo su doctorado en ecología y evolución en la Universidad de Chicago en 1992 por su trabajo con su supervisora doctoral, Jeanne Altmann. Su tesis estudió la maduración y dispersión de los babuinos machos.

## Investigación
La investigación de Alberts se centra en la interacción entre el entorno, la genética y el comportamiento. Ha publicado más de 100 artículos revisados por pares en los campos de antropología, genética, endocrinología, biología y primatología. Al principio de su carrera, su investigación se centró en gran medida en el comportamiento de los babuinos machos a través de la dispersión, la protección del compañero y el rango social de estos dentro de su grupo, mientras que más tarde en su carrera de investigación, Alberts amplió su investigación para incluir la historia de vida, epigenética, endocrinología, y sistemas de apareamiento de ambos sexos. En paticular, su trabajo encontró vínculos entre la longevidad y las relaciones sociales dentro de los grupos de babuinos, con un grupo de convivencia cohesivo que tiene beneficios para sobrevivir a las tensiones ambientales.
Adivionalmente, Alberts se desempeñó como editora de numerosas revistas revisadas por pares en una variedad de ámbitos, como Behavioral Ecology, American Journal of Primatology y PeerJ.

## Premios
- Premio Fundación BBVA Fronteras del Conocimiento en la categoría de Ecología y Biología de la Conservación, 2022.[7]
- Premio Cozzarelli de la Academia Nacional de Ciencias. Estados Unidos, 2016.[1]
- Premio Dean a la excelencia en tutoría. Universidad Duke, 2012.[1]
- Premio Thomas Langford Lectureship. Universidad Duke, 2010.[1]
- Premio a la enseñanza y servicio distinguido. Departamento de Biología, Universidad de Duke.  Diciembre de 2009.[1]
- Premio CAREER de la Fundación Nacional para la Ciencia, 2001.[1]